# Endicott (Nova York)
Endicott és una població dels Estats Units a l'estat de Nova York. Segons el cens del 2000 tenia 13.038 habitants.

## Demografia
Segons el cens del 2000, Endicott tenia 13.038 habitants, 5.996 habitatges, i 3.015 famílies. La densitat de població era de 1.603,2 habitants/km².
Dels 5.996 habitatges en un 24,6% hi vivien nens de menys de 18 anys, en un 32,4% hi vivien parelles casades, en un 13,3% dones solteres, i en un 49,7% no eren unitats familiars. En el 41,6% dels habitatges hi vivien persones soles el 14,5% de les quals corresponia a persones de 65 anys o més que vivien soles. El nombre mitjà de persones vivint en cada habitatge era de 2,09 i el nombre mitjà de persones que vivien en cada família era de 2,88.
Per edats la població es repartia de la següent manera: un 21,8% tenia menys de 18 anys, un 9,5% entre 18 i 24, un 30,6% entre 25 i 44, un 19,3% de 45 a 60 i un 18,8% 65 anys o més.
L'edat mediana era de 37 anys. Per cada 100 dones de 18 o més anys hi havia 86,4 homes.
La renda mediana per habitatge era de 26.032 $ i la renda mediana per família de 35.858 $. Els homes tenien una renda mediana de 27.780 $ mentre que les dones 21.320 $. La renda per capita de la població era de 17.274 $. Entorn del 15,4% de les famílies i el 18,7% de la població estaven per davall del llindar de pobresa.